# Sammy Traoré
Sammy Traore (født d. 25 februar 1976 i Créteil i Frankrig) er en fransk fodboldspiller som har malisk statsborgerskab og er på Malis landshold.
Han står den 1/9 2008 noteret for 22 landskampe. Sammy Traoré startede karrieren i US Créteil-Lusitanos fra år 1992 til år 2002. Han nåede i alt 119 kampe for klubben og scorede 1 mål, hvorefter han skiftede til OGC Nice hvor han spillede frem til år 2006 (han opnåede 112 kampe og scorede 14 mål). Derefter skiftede han til Paris Saint-Germain hvor han spillede til år 2007 (han opnåede 23 kampe og scorede ingen mål). Nu tog han til AJ Auxerre hvor han spillede til år 2008 (han opnåede 25 kampe og scorede 1 mål). Derefter tog han hjem til Paris Saint-Germain hvor han stadig spiller.